# Pfründung
Pfründung, Verpfründung und Verpfründungsvertrag sind Begriffe aus dem Schweizer Obligationenrecht (OR) und wie folgt definiert:
- Art 521 Abs. 1 OR: „Durch den Verpfründungsvertrag verpflichtet sich der Pfründer, dem Pfrundgeber ein Vermögen oder einzelne Vermögenswerte zu übertragen, und dieser, dem Pfründer Unterhalt und Pflege auf Lebenszeit zu gewähren.“
- Art 521 Abs. 2 OR: „Ist der Pfrundgeber als Erbe des Pfründers eingesetzt, so steht das ganze Verhältnis unter den Bestimmungen über den Erbvertrag.“

Der Verpfründung entspricht im österreichischen und im liechtensteinischen Recht das Ausgedinge. Nach § 1269 öABGB und flABGB handelt es sich beim Leibrentenvertrag (§§ 1284 ff öABGB und flABGB) um einen Glücksvertrag. Dies ist auch auf das Ausgedinge übertragbar, da beide Vertragsteile das Risiko auf sich nehmen, keine entsprechende Gegenleistung zu erhalten.
Der Unterschied zwischen Leibrente und Verpfründung bzw. Ausgedinge liegt darin, dass die Leistung aus der Leibrente i. d. R. auf Geld lautet, während die Verpfründung bzw. das Ausgedinge zum Beispiel auch Elemente der Fürsorge mitenthaltet.
Mit der Schaffung der gesetzlichen Sozialleistungen und -absicherung hat das Ausgedinge beziehungsweise die Verpfründung in Österreich, Liechtenstein und der Schweiz stark an Bedeutung verloren.
Das Ausgedinge bzw. die Verpfründung ist eine Mischform, welche Elemente des Wohnrechts (§ 1093 BGB; Art 521 ff OR; Art 248 ff flSachenrecht; §§ 521 ff öABGB), der Reallast/Grundlast (§ 1105 ff BGB; § 12 ö GBG; Art 254 ff flSachenrecht; Art 782 ff ZGB), obligatorischer Rechte und auch soziale Komponenten (zum Beispiel Fürsorgeverpflichtung) enthält.